# Myrmeleon hyalinus
Myrmeleon hyalinus är en insektsart som beskrevs av Olivier 1811. Myrmeleon hyalinus ingår i släktet Myrmeleon och familjen myrlejonsländor.

## Underarter
Arten delas in i följande underarter:
- M. h. afghanus
- M. h. caboverdicus
- M. h. cabrerai
- M. h. distinguendus
- M. h. hyalinus